# Persone di nome Keith
| Questa pagina contiene informazioni ricavate automaticamente dalle voci biografiche con l'ausilio del template Bio e di un bot. L'aggiornamento è periodico e automatico e ricostruisce completamente la pagina. Se manca una persona in questa lista, sei pregato di non aggiungerla, ma accertati piuttosto che la sua voce biografica contenga il template Bio e che i dati anagrafici siano correttamente compilati. Se il template Bio manca, inseriscilo tu stesso o, in alternativa, metti l'avviso {{tmp\|Bio}} che ne segnala la mancanza. Se i dati riportati sono sbagliati, correggi direttamente la voce biografica; le modifiche saranno visibili in questa lista entro pochi giorni. Per chiarimenti vedi il progetto antroponimi. La lista contiene solo le 225 persone che sono citate nell'enciclopedia e per le quali è stato implementato correttamente il template Bio. Pagina aggiornata al 16 ott 2024. |

Questa è una lista di persone presenti nell'enciclopedia che hanno il prenome Keith, suddivise per attività principale.

## Allenatori di calcio(11)
- Keith Bertschin, allenatore di calcio e ex calciatore inglese (Enfield, n. 1956)
- Keith Blunt, allenatore di calcio inglese (n. 1939 - † 2016)
- Keith Curle, allenatore di calcio e ex calciatore inglese (Bristol, n. 1963)
- Keith Downing, allenatore di calcio e ex calciatore inglese (Oldbury, n. 1965)
- Keith Dyson, allenatore di calcio e ex calciatore inglese (Consett, n. 1950)
- Keith Griffith, allenatore di calcio e ex calciatore barbadiano (Saint James, n. 1947)
- Keith Hill, allenatore di calcio e ex calciatore inglese (Bolton, n. 1969)
- Keith Houchen, allenatore di calcio e ex calciatore inglese (Middlesbrough, n. 1960)
- Keith Lasley, allenatore di calcio e ex calciatore scozzese (Glasgow, n. 1979)
- Keith Leonard, allenatore di calcio e ex calciatore inglese (Birmingham, n. 1950)
- Keith Spurgeon, allenatore di calcio inglese (n. 1932 - † 1984)

## Allenatori di football americano(1)
- Keith Burns, allenatore di football americano statunitense (Hurst, n. 1960)

## Altisti(1)
- Keith Moffatt, altista statunitense (Rayne, n. 1984)

## Artisti marziali(1)
- Keith R. Kernspecht, artista marziale tedesco (Kiel, n. 1945)

## Artisti marziali misti(2)
- Keith Hackney, artista marziale misto statunitense (Roselles, n. 1958)
- Keith Jardine, artista marziale misto e attore statunitense (Butte, n. 1975)

## Assassini seriali(1)
- Keith Hunter Jesperson, serial killer canadese (Chilliwack, n. 1955)

## Astronomi(2)
- Keith Rivich, astronomo statunitense
- Keith Peter Tritton, astronomo britannico (Brighton, n. 1944)

## Attori(15)
- Keith Allan, attore e sceneggiatore statunitense (n. 1969)
- Keith Allen, attore britannico (Llanelli, n. 1953)
- Keith Andes, attore statunitense (Ocean City, n. 1920 - Santa Clarita, † 2005)
- Keith Carradine, attore, cantante e compositore statunitense (San Mateo, n. 1949)
- Keith Hamilton Cobb, attore statunitense (North Tarrytown, n. 1962)
- Keith Coogan, attore statunitense (Palm Springs, n. 1970)
- Keith David, attore e doppiatore statunitense (New York, n. 1956)
- Keith Larsen, attore statunitense (Salt Lake City, n. 1924 - Santa Barbara, † 2006)
- Keith Michell, attore australiano (Adelaide, n. 1926 - Londra, † 2015)
- Keith Powell, attore statunitense (Filadelfia, n. 1979)
- Keith Powers, attore e modello statunitense (Sacramento, n. 1992)
- Keith Prentice, attore statunitense (Dayton, n. 1940 - Kettering, † 1992)
- Keith Richards, attore statunitense (Pittsburgh, n. 1915 - Los Angeles, † 1987)
- Keith Szarabajka, attore statunitense (Oak Park, n. 1952)
- Keith Wayne, attore statunitense (Washington, n. 1945 - Cary, † 1995)

## Autori di giochi(1)
- Keith Baker, autore di giochi e scrittore statunitense (n. 1969)

## Aviatori(1)
- Keith Park, aviatore e generale neozelandese (Thames, n. 1892 - Auckland, † 1975)

## Bassisti(2)
- Keith Duffy, bassista irlandese (Drogheda, n. 1966)
- Keith Ellis, bassista britannico (Matlock, n. 1946 - Darmstadt, † 1978)

## Batteristi(4)
- Keith Baker, batterista britannico (Birmingham, n. 1948)
- Keith Carlock, batterista statunitense (Clinton, n. 1971)
- Keef Hartley, batterista britannico (Preston, n. 1944 - Preston, † 2011)
- Keith Moon, batterista britannico (Londra, n. 1946 - Londra, † 1978)

## Calciatori(23)
- Keith Joseph Andrews, ex calciatore irlandese (Dublino, n. 1980)
- Keith Aqui, calciatore trinidadiano (Tacarigua, n. 1945 - † 2016)
- Keith Dublin, ex calciatore inglese (High Wycombe, n. 1966)
- Keith Eddy, calciatore e allenatore di calcio inglese (Barrow-in-Furness, n. 1944 - † 2022)
- Keith Edwards, ex calciatore inglese (Stockton-on-Tees, n. 1957)
- Keith Fahey, ex calciatore irlandese (Dublino, n. 1983)
- Keith Gillespie, calciatore nordirlandese (Larne, n. 1975)
- Keith Gumbs, ex calciatore nevisiano (Basseterre, n. 1972)
- Keith Jennings, ex calciatore bermudiano (n. 1977)
- Keith Kelly, ex calciatore giamaicano (Port Royal, n. 1983)
- Keith Mackay, ex calciatore neozelandese (n. 1956)
- Keith Masefield, ex calciatore inglese (Birmingham, n. 1957)
- Keith Nelson, calciatore neozelandese (Renfrew, n. 1947 - † 2020)
- Keith Newton, calciatore inglese (Manchester, n. 1941 - Blackburn, † 1998)
- Keith O'Neill, ex calciatore irlandese (Dublino, n. 1976)
- Keith Oakes, ex calciatore inglese (Bedworth, n. 1956)
- Keith Osgood, ex calciatore inglese (Isleworth, n. 1955)
- Keith Parkinson, ex calciatore inglese (Preston, n. 1956)
- Keith Pointer, ex calciatore inglese (Norwich, n. 1951)
- Keith Smith, ex calciatore inglese (Woodville, n. 1940)
- Keith Southern, ex calciatore inglese (Gateshead, n. 1981)
- Keith Treacy, ex calciatore irlandese (Dublino, n. 1988)
- Keith Watson, calciatore scozzese (Livingston, n. 1989)

## Canottieri(1)
- Keith Trask, ex canottiere neozelandese (n. 1960)

## Cantanti(7)
- Anthony B, cantante giamaicano (Kingston, n. 1976)
- Keith Duffy, cantante e attore irlandese (Donaghmede, n. 1974)
- Keith Flint, cantante e ballerino britannico (Braintree, n. 1969 - Great Dunmow, † 2019)
- Maxim, cantante britannico (Peterborough, n. 1967)
- Junior Kelly, cantante giamaicano (Kingston, n. 1969)
- Keith Morris, cantante statunitense (Los Angeles, n. 1955)
- Keith St. John, cantante statunitense (Brooklyn, n. 1969)

## Cantautori(2)
- Keith Sweat, cantautore, produttore discografico e conduttore radiofonico statunitense (New York, n. 1961)
- Keith Urban, cantautore e produttore discografico neozelandese (Whangārei, n. 1967)

## Cardinali(1)
- Keith O'Brien, cardinale e arcivescovo cattolico britannico (Ballycastle, n. 1938 - Newcastle upon Tyne, † 2018)

## Cestisti(37)
- Kim Anderson, ex cestista e allenatore di pallacanestro statunitense (Sedalia, n. 1955)
- Keith Appling, ex cestista statunitense (Detroit, n. 1992)
- Keith Askins, ex cestista e allenatore di pallacanestro statunitense (Athens, n. 1967)
- Keith Benson, cestista statunitense (Farmington Hills, n. 1988)
- Keith Bogans, ex cestista e allenatore di pallacanestro statunitense (Alexandria, n. 1980)
- Keith Booth, ex cestista e allenatore di pallacanestro statunitense (Baltimora, n. 1974)
- Keith Brumbaugh, ex cestista statunitense (DeLand, n. 1985)
- Keith Carey, cestista statunitense (Charlevoix, n. 1920 - Cincinnati, † 1999)
- Keith Clanton, cestista statunitense (Orlando, n. 1990)
- Keith Clark, ex cestista statunitense (Oklahoma City, n. 1987)
- Keith Closs, ex cestista statunitense (Hartford, n. 1976)
- Keith Edmonson, ex cestista statunitense (Gulfport, n. 1960)
- Keith Erickson, ex cestista e ex pallavolista statunitense (San Francisco, n. 1944)
- Tiny Gallon, ex cestista statunitense (Vallejo, n. 1991)
- Keith Gatlin, ex cestista e allenatore di pallacanestro statunitense (Newark, n. 1964)
- Keith Gray, ex cestista e allenatore di pallacanestro statunitense (Flint, n. 1963)
- Keith Hartley, ex cestista canadese (Vancouver, n. 1940)
- Marquez Haynes, ex cestista statunitense (Irving, n. 1986)
- Keith Herron, ex cestista statunitense (Memphis, n. 1956)
- Keith Hornsby, cestista statunitense (Williamsburg, n. 1992)
- Keith Hughes, cestista statunitense (Carteret, n. 1968 - † 2014)
- Keith Jennings, ex cestista e allenatore di pallacanestro statunitense (Culpeper, n. 1968)
- Keith Lee, ex cestista e allenatore di pallacanestro statunitense (West Memphis, n. 1962)
- Keith McCord, ex cestista statunitense (Birmingham, n. 1957)
- Keith McLeod, ex cestista statunitense (Canton, n. 1979)
- Keith Miller, cestista e allenatore di pallacanestro australiano (Semaphore, n. 1919 - Victor Harbor, † 2015)
- Keith Owens, ex cestista statunitense (San Francisco, n. 1969)
- Keith Simmons, ex cestista statunitense (Kingston, n. 1985)
- Keith Smith, ex cestista statunitense (Flint, n. 1964)
- Keith Starr, ex cestista statunitense (Sewickley, n. 1954)
- Keith Swagerty, ex cestista statunitense (San Jose, n. 1945)
- Hollis Thompson, cestista statunitense (Los Angeles, n. 1991)
- Keith Tower, ex cestista statunitense (Libby, n. 1970)
- Keith Van Horn, ex cestista statunitense (Fullerton, n. 1975)
- Keith Vassell, ex cestista e allenatore di pallacanestro canadese (Saint-Jean-sur-Richelieu, n. 1970)
- Keith Waleskowski, ex cestista statunitense (Cape Girardeau, n. 1980)
- Keith Wright, cestista statunitense (Suffolk, n. 1989)

## Chitarristi(1)
- Keith Richards, chitarrista, cantautore e attore britannico (Dartford, n. 1943)

## Clarinettisti(1)
- Keith L. Wilson, clarinettista, docente e direttore d'orchestra statunitense (n. 1916 - † 2013)

## Climatologi(1)
- Keith Briffa, climatologo britannico (Liverpool, n. 1952 - Norwich, † 2017)

## Compositori(3)
- Keith Forsey, compositore e batterista inglese (Londra, n. 1948)
- Keith Levene, compositore e chitarrista britannico (Londra, n. 1957 - Norfolk, † 2022)
- Keith Power, compositore canadese (Terranova)

## Contrabbassisti(1)
- Red Mitchell, contrabbassista e compositore statunitense (New York, n. 1927 - Salem, † 1992)

## Danzatori(1)
- Keith McDaniel, danzatore statunitense (Chicago, n. 1956 - Los Angeles, † 1995)

## Direttori d'orchestra(1)
- Keith Lockhart, direttore d'orchestra e pianista statunitense (Poughkeepsie, n. 1959)

## Dirigenti d'azienda(1)
- Keith Crofford, dirigente d'azienda statunitense (Tuscaloosa, n. 1956)

## Doppiatori(2)
- Keith Ferguson, doppiatore statunitense (Los Angeles, n. 1972)
- Keith Silverstein, doppiatore statunitense (New York, n. 1967)

## Editori(1)
- Rupert Murdoch, editore, imprenditore e produttore televisivo australiano (Melbourne, n. 1931)

## Fumettisti(1)
- Keith Giffen, fumettista statunitense (New York, n. 1952 - Tampa, † 2023)

## Giocatori di baseball(1)
- Keith Hernandez, ex giocatore di baseball statunitense (San Francisco, n. 1953)

## Giocatori di football americano(26)
- Keith Ahsoon, ex giocatore di football americano samoano americano (Pago Pago)
- Keith Bishop, ex giocatore di football americano statunitense (San Diego, n. 1957)
- Keith Brooking, ex giocatore di football americano statunitense (Senoia, n. 1974)
- Keith Bulluck, ex giocatore di football americano statunitense (Suffern, n. 1977)
- Keith Butler, ex giocatore di football americano e allenatore di football americano statunitense (Anniston, n. 1956)
- Keith Byars, ex giocatore di football americano statunitense (Dayton, n. 1963)
- Keith Davis, giocatore di football americano statunitense (Dallas, n. 1978)
- Keith DeLong, ex giocatore di football americano statunitense (San Diego, n. 1967)
- Keith Dorney, ex giocatore di football americano statunitense (Allentown, n. 1957)
- Keith Gary, ex giocatore di football americano statunitense (Bethesda, n. 1959)
- KJ Henry, giocatore di football americano statunitense (Winston-Salem, n. 1999)
- Keith Ismael, giocatore di football americano statunitense (Oakland, n. 1998)
- Keith Jackson, ex giocatore di football americano statunitense (Little Rock, n. 1965)
- Keith McGill, giocatore di football americano statunitense (La Mirada, n. 1989)
- Keith Millard, ex giocatore di football americano e allenatore di football americano statunitense (Pleasanton, n. 1962)
- Keith Molesworth, giocatore di football americano statunitense (Washington, n. 1905 - Baltimora, † 1966)
- Keith Mumphery, giocatore di football americano statunitense (Vienna, n. 1992)
- Keith Null, giocatore di football americano statunitense (Lampasas, n. 1985)
- Keith Reaser, ex giocatore di football americano statunitense (Miami, n. 1991)
- Keith Rivers, giocatore di football americano statunitense (San Bernardino, n. 1986)
- Keith Simpson, ex giocatore di football americano statunitense (Memphis, n. 1956)
- Keith Tandy, giocatore di football americano statunitense (Hopkinsville, n. 1989)
- Keith Taylor, ex giocatore di football americano statunitense (Pennsauken, n. 1964)
- Keith Taylor, giocatore di football americano canadese (Long Beach, n. 1998)
- Keith Van Horne, ex giocatore di football americano statunitense (Mount Lebanon, n. 1957)
- Keith Williams, giocatore di football americano statunitense (Florissant, n. 1988)

## Giornalisti(1)
- Keith Olbermann, giornalista e scrittore statunitense (New York, n. 1959)

## Hockeisti su ghiaccio(4)
- Keith Aucoin, hockeista su ghiaccio statunitense (Waltham, n. 1978)
- Keith Ballard, ex hockeista su ghiaccio statunitense (Baudette, n. 1982)
- Keith Tkachuk, ex hockeista su ghiaccio statunitense (Melrose, n. 1972)
- Keith Wright, ex hockeista su ghiaccio canadese (Aurora, n. 1944)

## Judoka(1)
- Keith Remfry, judoka britannico (n. 1947 - † 2015)

## Matematici(1)
- Keith Devlin, matematico e scrittore inglese (Kingston upon Hull, n. 1947)

## Montatori(1)
- Keith Harwood, montatore statunitense (n. 1940 - † 1977)

## Musicisti(5)
- Keith Fullerton Whitman, musicista statunitense (Somerville, n. 1973)
- Lee Jackson, musicista, cantante e produttore discografico britannico (Newcastle upon Tyne, n. 1943)
- Keith Rowe, musicista e artista britannico (Plymouth, n. 1940)
- Keith Scott, musicista canadese (Vancouver, n. 1954)
- Keith Strickland, musicista e polistrumentista statunitense (Athens, n. 1953)

## Nuotatori(1)
- Keith Carter, nuotatore statunitense (Akron, n. 1924 - Asheville, † 2013)

## Ottici(1)
- Keith Clifford Hall, ottico britannico (Cambridge, n. 1910 - Bergen, † 1964)

## Pallanuotisti(2)
- Keith Whitehead, pallanuotista australiano (Sydney, n. 1931 - † 1980)
- Keith Wiegard, pallanuotista e calciatore australiano (Melbourne, n. 1938 - † 1992)

## Pianisti(1)
- Keith Jarrett, pianista statunitense (Allentown, n. 1945)

## Piloti automobilistici(2)
- Keith Andrews, pilota automobilistico statunitense (Denver, n. 1920 - Indianapolis, † 1957)
- Jackie Oliver, ex pilota automobilistico britannico (Romford, n. 1942)

## Piloti motociclistici(2)
- Keith Bontrager, pilota motociclistico statunitense (Santa Cruz, n. 1954)
- Keith Campbell, pilota motociclistico australiano (Melbourne, n. 1931 - Cadours, † 1958)

## Pittori(1)
- Keith Haring, pittore e writer statunitense (Reading, n. 1958 - New York, † 1990)

## Poeti(1)
- Keith Reid, poeta e paroliere britannico (Welwyn Garden City, n. 1946 - Londra, † 2023)

## Politici(9)
- Keith Ellison, politico e avvocato statunitense (Detroit, n. 1963)
- Keith Holyoake, politico neozelandese (Pahiatua, n. 1904 - Wellington, † 1983)
- Keith Harvey Miller, politico statunitense (Seattle, n. 1925 - Anchorage, † 2019)
- Keith Mitchell, politico grenadino (Happy Hill, n. 1946)
- Keith Padgett, politico britannico
- Keith Rothfus, politico e avvocato statunitense (Endicott, n. 1962)
- Keith Rowley, politico trinidadiano (Saint George, n. 1949)
- Keith Self, politico statunitense (Filadelfia, n. 1953)
- Keith Taylor, politico e imprenditore britannico (Rochford, n. 1953 - † 2022)

## Presbiteri(1)
- Keith Newton, presbitero e vescovo anglicano britannico (Liverpool, n. 1952)

## Produttori discografici(2)
- Keith Hudson, produttore discografico e cantante giamaicano (Kingston, n. 1946 - New York, † 1984)
- Keith Olsen, produttore discografico statunitense (Sioux Falls, n. 1945 - Genoa, † 2020)

## Psichiatri(1)
- Keith Ablow, psichiatra e giornalista statunitense (Marblehead, n. 1961)

## Pugili(3)
- Keith Holmes, pugile statunitense (Washington, n. 1969)
- Keith Mwila, pugile zambiano (n. 1966 - Lusaka, † 1993)
- Keith Thurman, pugile statunitense (Clearwater, n. 1988)

## Rapper(4)
- Chief Keef, rapper e produttore discografico statunitense (Chicago, n. 1995)
- Guru, rapper, produttore discografico e attore statunitense (Boston, n. 1961 - New York, † 2010)
- Kool Keith, rapper e produttore discografico statunitense (New York, n. 1963)
- Keith Murray, rapper statunitense (Long Island, n. 1974)

## Registi(2)
- Keith Behrman, regista e sceneggiatore canadese (Shaunavon, n. 1963)
- Keith Gordon, regista e attore statunitense (New York, n. 1961)

## Registi teatrali(2)
- Keith Johnstone, regista teatrale e drammaturgo britannico (Devon, n. 1933 - Calgary, † 2023)
- Keith Warner, regista teatrale e direttore artistico inglese (Londra, n. 1956)

## Rugbisti a 13(1)
- Keith Mumby, rugbista a 13 britannico (n. 1957)

## Rugbisti a 15(6)
- Keith Earls, rugbista a 15 irlandese (Moyross, n. 1987)
- Keith Gleeson, rugbista a 15 irlandese (Dublino, n. 1976)
- Kees Meeuws, ex rugbista a 15 e allenatore di rugby a 15 neozelandese (Auckland, n. 1974)
- Keith Murdoch, rugbista a 15 neozelandese (Dunedin, n. 1943 - Carnarvon, † 2018)
- Keith Robinson, ex rugbista a 15 neozelandese (Te Aroha, n. 1976)
- Keith Wood, ex rugbista a 15, imprenditore e giornalista irlandese (Killaloe, n. 1972)

## Saltatori con gli sci(1)
- Keith Wegeman, saltatore con gli sci statunitense (Denver, n. 1929 - Messico, † 1974)

## Scacchisti(1)
- Keith Arkell, scacchista britannico (Birmingham, n. 1961)

## Sciatori alpini(2)
- Keith Moffat, ex sciatore alpino statunitense (n. 1991)
- Keith Shepherd, ex sciatore alpino canadese (Waskesiu Lake, n. 1947)

## Scrittori(3)
- Keith Gessen, romanziere e editore statunitense (Mosca, n. 1975)
- Keith Ridgway, scrittore irlandese (Dublino, n. 1965)
- Keith Roberts, scrittore britannico (Kettering, n. 1935 - Salisbury, † 2000)

## Tastieristi(2)
- Keith Emerson, tastierista, pianista e organista britannico (Todmorden, n. 1944 - Santa Monica, † 2016)
- Keith Tippett, tastierista e compositore britannico (Bristol, n. 1947 - † 2020)

## Tennisti(1)
- Keith Gledhill, tennista statunitense (n. 1911 - † 1999)

## Tiratori a segno(1)
- Keith Sanderson, tiratore a segno statunitense (Plymouth, n. 1975)

## Triplisti(1)
- Keith Connor, ex triplista britannico (n. 1957)

## Velocisti(1)
- Keith Gardner, velocista e ostacolista giamaicano (Kingston, n. 1929 - Livingston, † 2012)

## Wrestler(3)
- Adrian Adonis, wrestler statunitense (New York, n. 1953 - Lewisporte, † 1988)
- Keith Hart, ex wrestler canadese (Great Falls, n. 1951)
- Keith Lee, wrestler statunitense (Wichita Falls, n. 1984)